# Belleau (Lincolnshire)
Belleau – osada w Anglii, w hrabstwie Lincolnshire, w dystrykcie East Lindsey. Leży 44 km na wschód od Lincoln i 198 km na północ od Londynu.